# Dryopteris bojeri
Dryopteris bojeri är en träjonväxtart som först beskrevs av Bak., och fick sitt nu gällande namn av O. Kze. Dryopteris bojeri ingår i släktet Dryopteris och familjen Dryopteridaceae. Inga underarter finns listade.